# Fond du Lac (Wisconsin)
Fond du Lac és una població dels Estats Units a l'estat de Wisconsin. Segons el cens del 2000 tenia 42.203 habitants.

## Demografia
Segons el cens del 2000, Fond du Lac tenia 42.203 habitants, 16.638 habitatges, i 10.282 famílies. La densitat de població era de 965,9 habitants per km².
Dels 16.638 habitatges en un 30,6% hi vivien nens de menys de 18 anys, en un 48,4% hi vivien parelles casades, en un 9,8% dones solteres, i en un 38,2% no eren unitats familiars. En el 30,9% dels habitatges hi vivien persones soles el 12,5% de les quals corresponia a persones de 65 anys o més que vivien soles. El nombre mitjà de persones vivint en cada habitatge era de 2,38 i el nombre mitjà de persones que vivien en cada família era de 3.
Per edats la població es repartia de la següent manera: un 24,2% tenia menys de 18 anys, un 10,7% entre 18 i 24, un 29,4% entre 25 i 44, un 20,4% de 45 a 60 i un 15,3% 65 anys o més.
L'edat mediana era de 36 anys. Per cada 100 dones de 18 o més anys hi havia 84,1 homes.
La renda mediana per habitatge era de 41.113$ i la renda mediana per família de 50.341$. Els homes tenien una renda mediana de 35.682$ mentre que les dones 22.492$. La renda per capita de la població era de 18.996$. Aproximadament el 4,6% de les famílies i el 7,5% de la població estaven per davall del llindar de pobresa.

## Poblacions més properes
El següent diagrama mostra les poblacions més properes.